# Pedro Ibáñez de Vargas
Pedro Ibáñez de Vargas fue un caballero de la casa de Vargas, hijo de Iván de Vargas, acompañó al rey Alfonso VI de León en la conquista de Toledo en el año 1085, donde quedó muy bien heredado. A poca distancia de la ciudad fundó un lugar que, de su nombre, se llamó Bargas y constituyó el solar primitivo de los Vargas de Toledo. Le sucedió en el mayorazgo su hijo, Fernán Pérez de Vargas.